# Álvaro Cunqueiro
Álvaro Cunqueiro Mora (Mondoñedo, 22 de diciembre de 1911-Vigo, 28 de febrero de 1981) fue un novelista, poeta, dramaturgo, periodista y gastrónomo español, maestro de la narrativa fantástica y especialmente valorado como autor gallego bilingüe del siglo XX.

## Biografía
Estudió bachillerato en el Instituto General y Técnico de Lugo, donde inició una buena amistad con Evaristo Correa Calderón y Ánxel Fole. Se matriculó en la Facultad de Filosofía y Letras de la Universidad de Santiago en el curso 1927-1928, en la que estuvo hasta el 1935-1936, si bien no estuvo matriculado durante todos esos años. Al tiempo, se dedicó a la literatura y al periodismo, figurando como redactor y colaborador de diversos periódicos y revistas, como El Pueblo Gallego. En su etapa compostelana acudía regularmente a las tertulias del Café Español. Entonces contaba entre sus mejores amigos con Francisco Fernández del Riego, Domingo García Sabell, Gonzalo Torrente Ballester, Ricardo Carballo Calero, Carlos Maside y Xosé Eiroa, y era uno de los primeros miembros del Partido Galeguista. En octubre de 1936 entró como profesor en una academia de bachillerato de Ortigueira, donde se afilió a Falange Española durante la Guerra Civil.
A partir de 1936, colaboró con diversas publicaciones del bando franquista. En 1939 se estableció en Madrid para trabajar como redactor del diario ABC, hasta que en 1943 salió de la Falange; en 1944 se le retiró el carné de periodista, terminando ahí su colaboración con la dictadura. En 1946 regresó a Galicia y se dedicó a colaborar con los principales periódicos gallegos. Gracias fundamentalmente a Francisco Fernández del Riego, comenzó a colaborar en las páginas del diario compostelano La Noche, a la vez que fueron habituales sus artículos en El Progreso, La Voz de Galicia o La Región. En el Faro de Vigo comenzó a colaborar en los años cincuenta, pasando a ser redactor de plantilla en 1961, subdirector de 1964 a 1965 y director entre 1965 y 1970. Durante esta época Álvaro Cunqueiro escribió cientos de artículos con varios seudónimos: Patricio Mor, Álvaro Labrada, Manuel María Seoane, etcétera.

## Obra

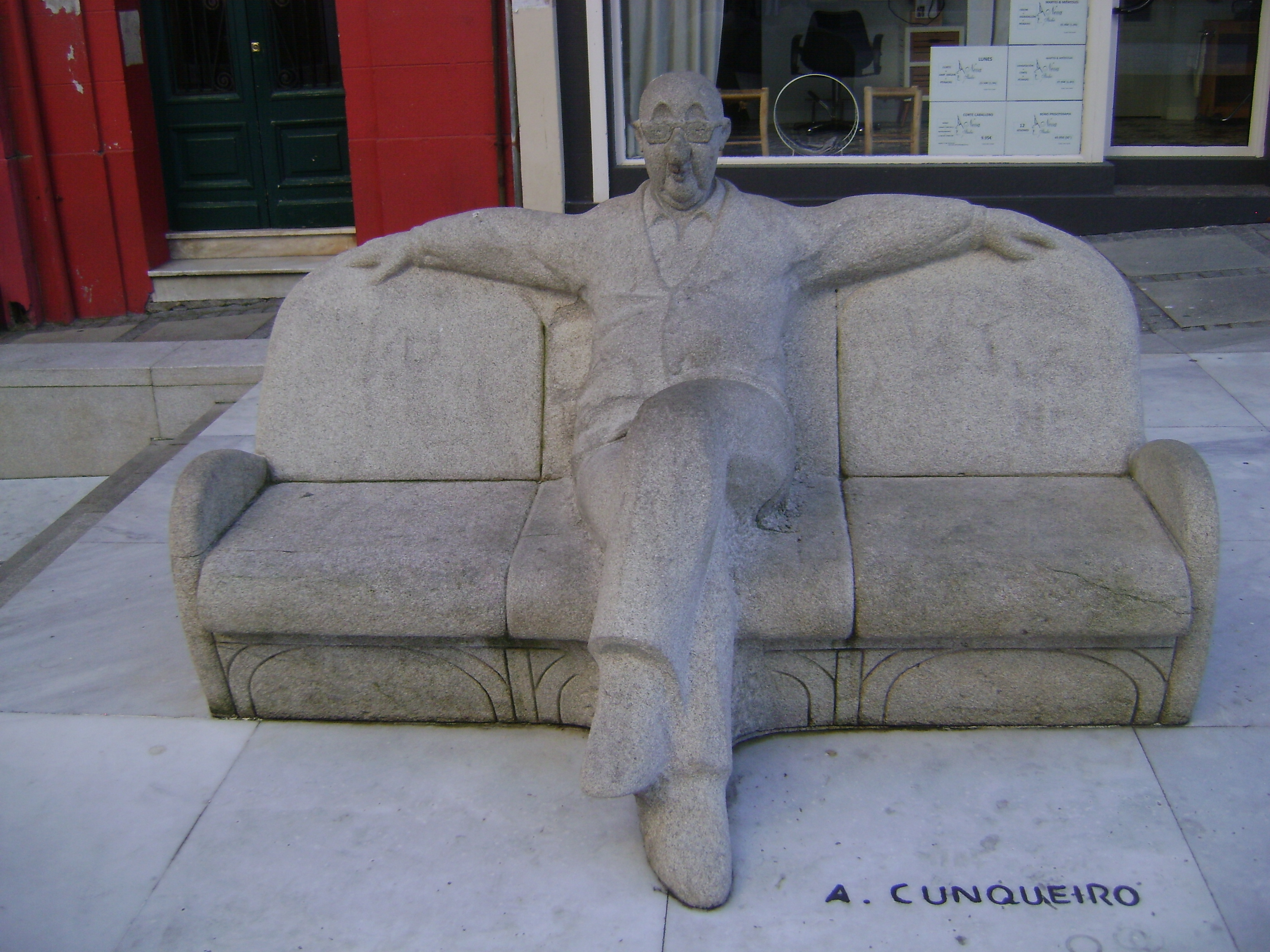
Estatua de Álvaro Cunqueiro en la plaza del Humor, La Coruña.

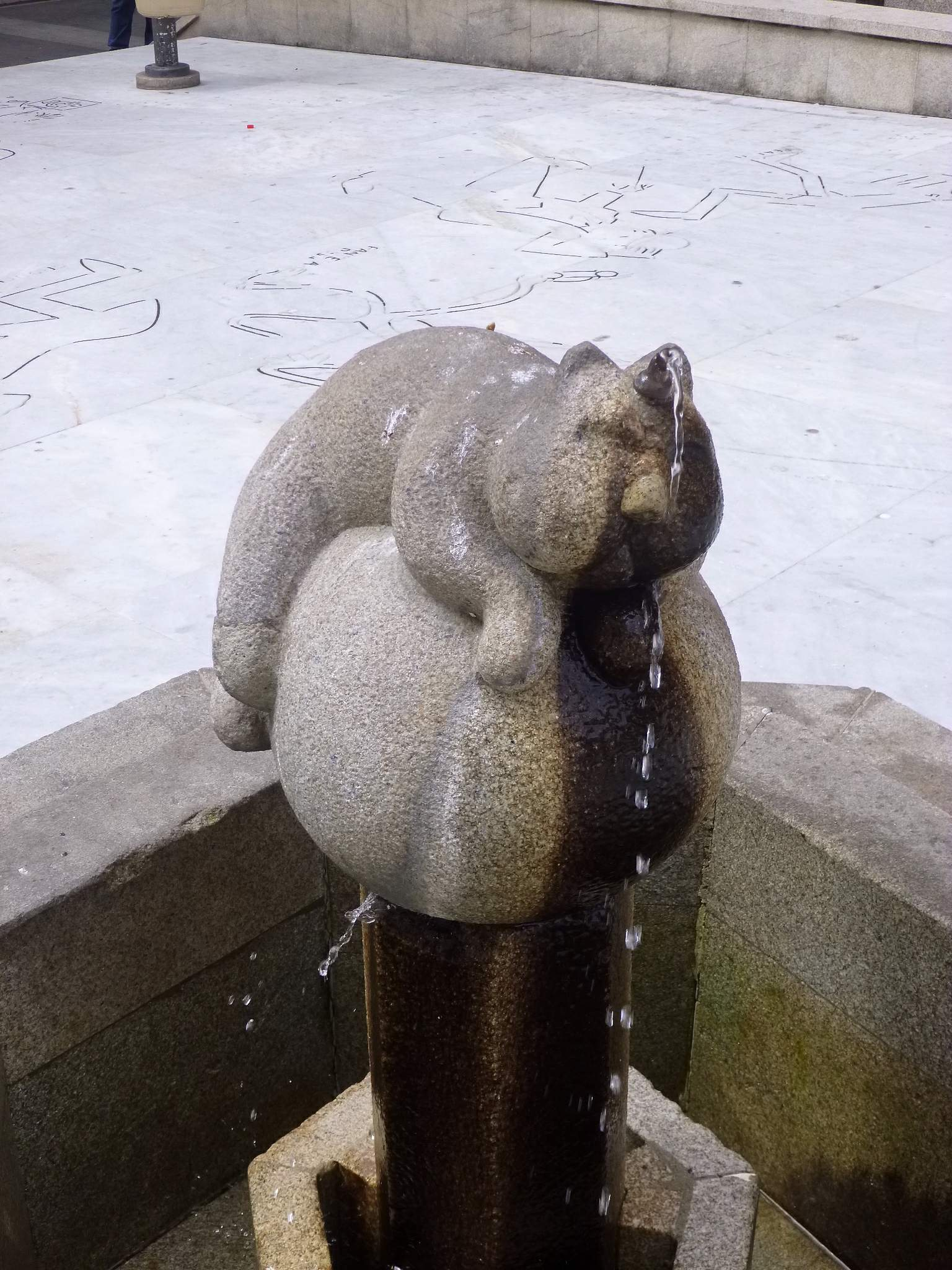
El gatipedro es una figura mitológica gallega que hace a los niños mearse en la cama. Fue descrito por Álvaro Cunqueiro en su obra Escola de menciñeiros. También es uno de los temas del libro de relatos Os outros feirantes. Escultura en la plaza del Humor, La Coruña.

Fue un escritor polifacético, y su extensa obra literaria abarca los campos periodístico, poético, narrativo y teatral, así como trabajos de traducción. Dentro de una línea vanguardista publicó los poemarios Mar ao norde (1932) y Poemas do si e non (1933). Cantiga nova que se chama Riveira (1933) está escrita bajo el influjo de la lírica galaico-portuguesa medieval. En las décadas de 1940 y 1950 comenzó a centrarse principalmente en la narrativa, publicando tres novelas relevantes: Merlín e familia e outras historias (Merlín y familia y otras historias), As crónicas do sochantre (Las crónicas del sochantre) y Se o vello Simbad volvese ás illas (Cuando el viejo Simbad vuelva a las islas). Asimismo, publicó algunos libros de relatos, como Xente de aquí e de acolá y Escola de menciñeiros.

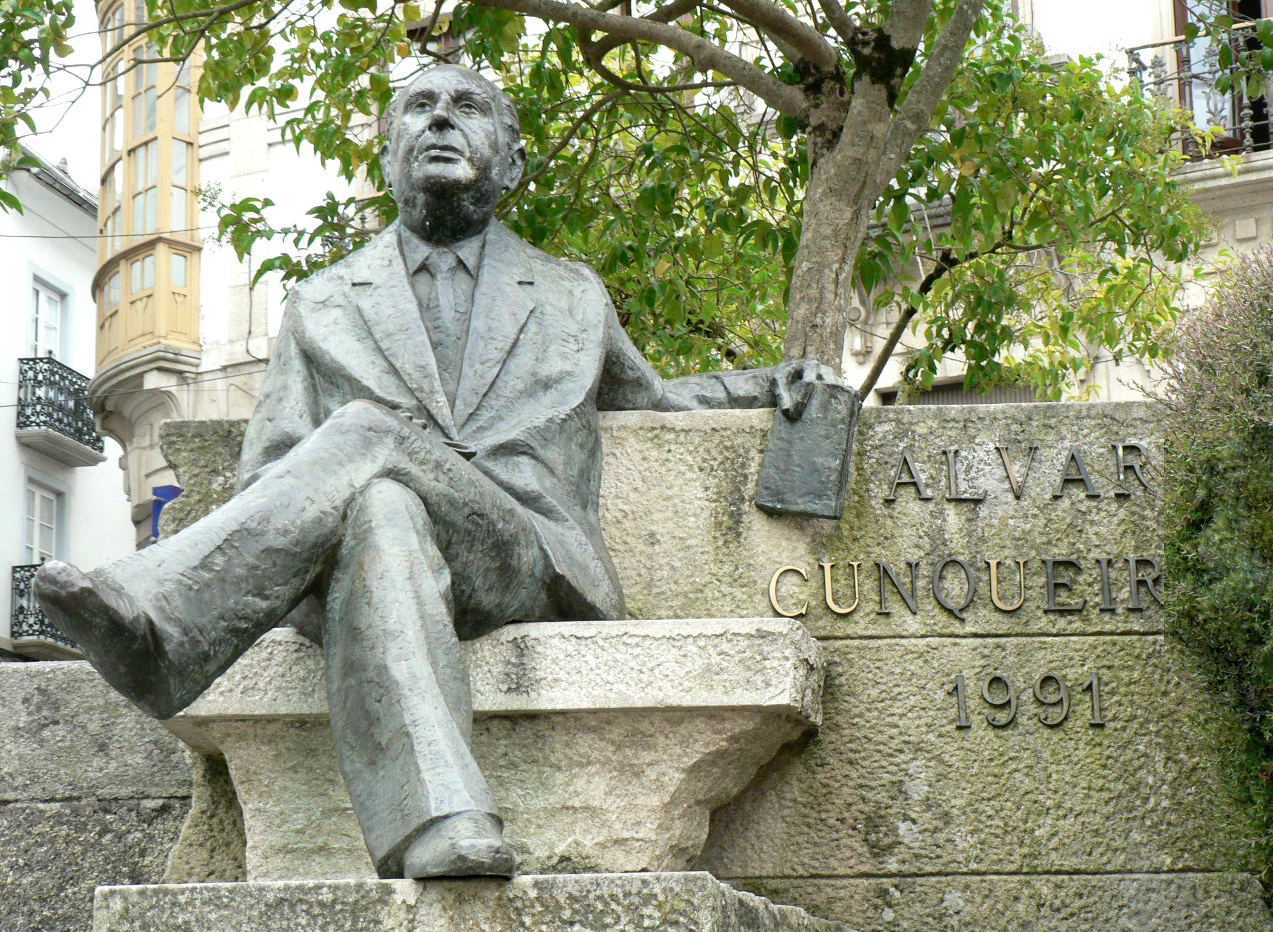
Estatua de Cunqueiro sentado, observando la catedral de Mondoñedo.

Recibió el Premio Nacional de la Crítica en 1959 por Las crónicas del sochantre, traducción de la obra en gallego. En 1961 ingresó en la Real Academia Gallega. Mereció el Premio Nadal en 1968 por la novela Un hombre que se parecía a Orestes, y por Herba aquí ou acolá, una colección de poesías, el Premio Frol da agua en 1979; el Premio de la Crítica de narrativa gallega llegó también ese año, por Os outros feriantes. Como periodista, recibió el Premio Conde de Godó. En 1991 se le dedicó el Día de las Letras Gallegas.
El primer Cunqueiro fue fundamentalmente poeta, de manera vanguardista, neotrovadoresca y culturalista, y después de la guerra civil española se dedicó, sobre todo, a la narrativa y al periodismo, dejando innumerables artículos en periódicos como Vallibria, La Voz de Galicia, El Progreso y Faro de Vigo (periódico que además dirigió). De su obra teatral sobresale O incerto señor don Hamlet, príncipe de Dinamarca (1958).

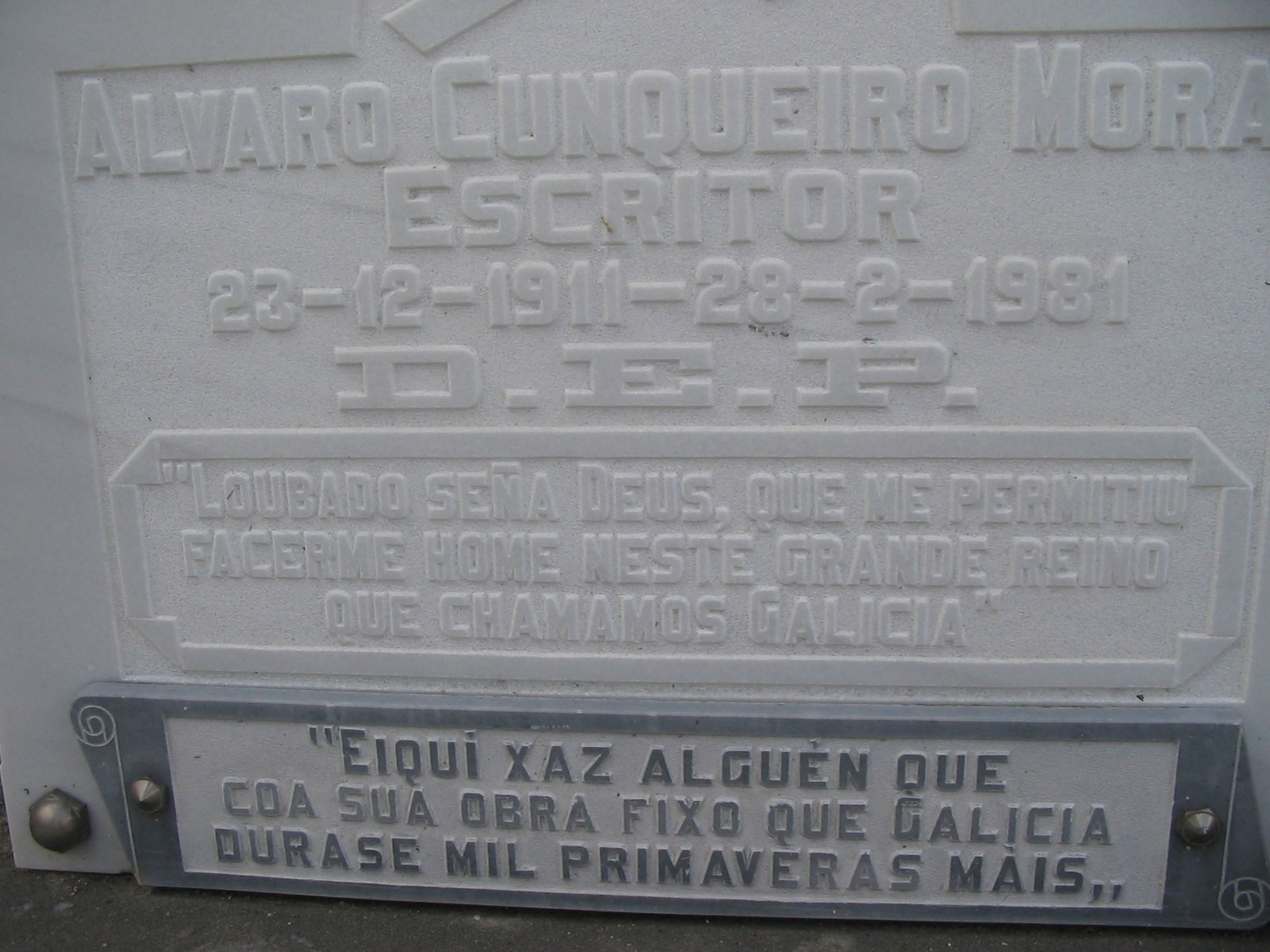
Inscripciones en la tumba en el cementerio antiguo de Mondoñedo.

Fue su deseo expreso el que figurase como epitafio en su tumba la frase textual y en gallego «Eiqui xaze alguén, que coa súa obra, fixo que Galicia durase mil primaveras máis» («Aquí yace alguien que, con su obra, hizo que Galicia durase mil primaveras más»), que actualmente figura en su sepultura, junto con otra que reza, textualmente y en gallego, «Loubado seña Deus que me permitiu facerme home neste grande reino que chamamos Galicia» («Alabado sea Dios, que permitió hacerme hombre en este gran reino que llamamos Galicia»).

## Obras

### En gallego
Poesía
- Mar ao Norde (1932);
- Poemas do si e non (1933);

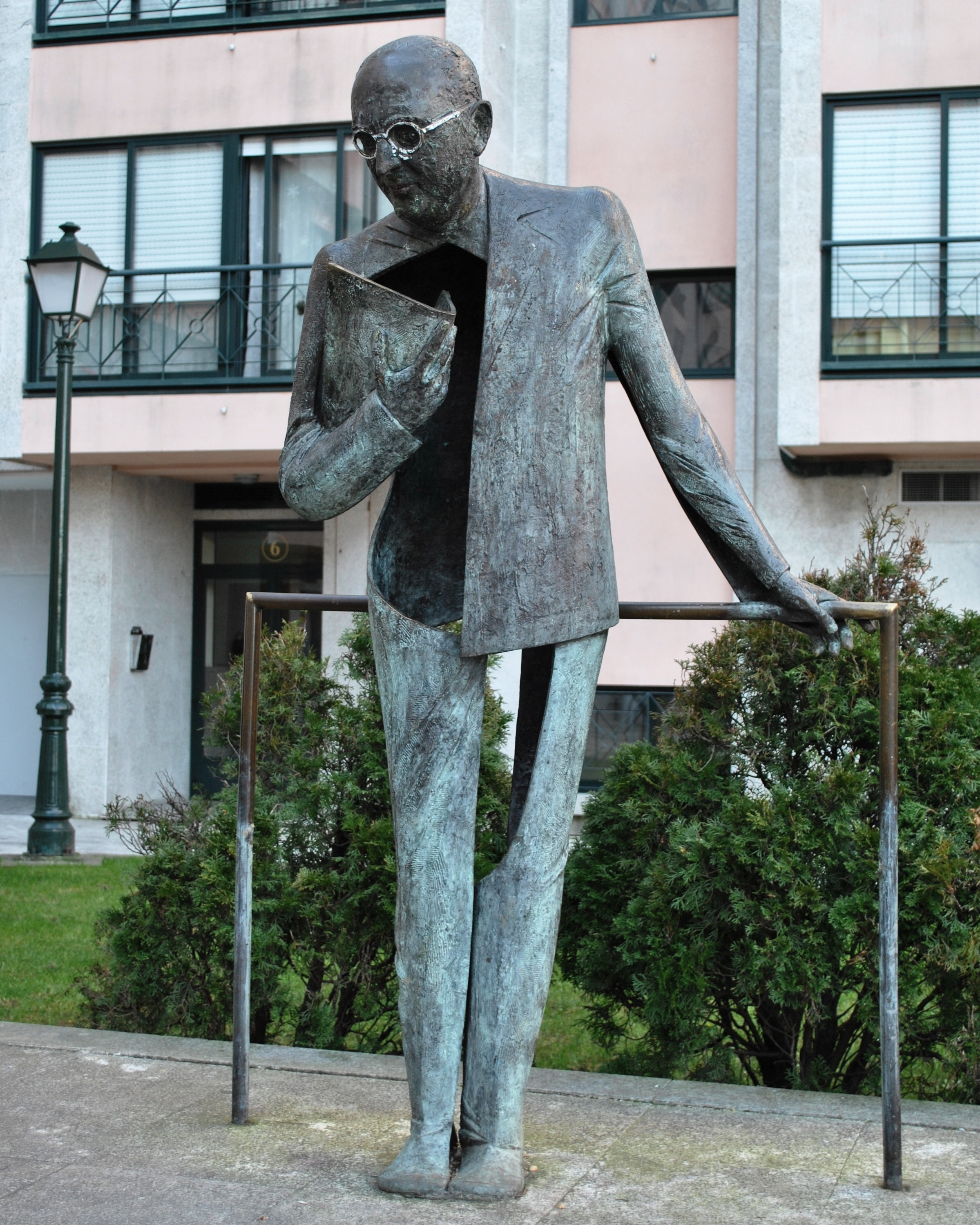
Estatua en Bouzas (Vigo).

- Cantiga nova que se chama Riveira (1933);
- Dona do corpo delgado (1950);
- A noite vai coma un río (1965);
- Palabras de víspera (1974);
- Herba aquí e acolá (1980).

Prosa
- Merlín e familia (1955);
- As crónicas do Sochantre (1956);
- Si o vello Sinbad volvese ás illas (1961).

Teatro
- O incerto señor Don Hamlet, Príncipe de Dinamarca (1958);
- A noite vai coma un río (1960).

Relato
- Escola de Menciñeiros (1960);
- Xente de aquí e de acolá (1971);
- Os outros feirantes (1979).

Ensayo
- Tesouros novos e vellos (1964);
- A cociña galega (1973).

### En castellano
- Laureados (1940). Coautor: Antonio de Obregón;
- Elegías y canciones (1940);
- Balada de las damas del tiempo pasado (1945);
- Crónica de la derrota de las naciones (1954);
- Las mocedades de Ulises (1960);
- Flores del año mil y pico de ave (1968);
- Un hombre que se parecía a Orestes (1969);
- Vida y fugas de Fanto Fantini della Gherardesca (1972);
- El año del cometa con la batalla de los cuatro reyes (1974);
- La otra gente (1975) (Retratos imaginarios);
- Tertulia de boticas prodigiosas y escuela de curanderos (1976);
- La cocina cristiana de Occidente (1969);
- Fábulas y leyendas de la mar (1982);
- Los otros caminos (1988) (Selección de artículos entre 1952 y 1979);
- El pasajero en Galicia (1989);
- La historia del caballero Rafael (1991) (Novela bizantina incompleta y selección de otros textos).